# Apipucos
Apipucos é um bairro do Recife, no Estado de Pernambuco, no Brasil.

## História
Seu nome, derivado etimologicamente do Tupi ape-puca (caminho que se bifurca), vem da conformação da estrada que exisita no local e até hoje faz parte do bairro.
No século XVI, as terras de Apipucos pertenciam ao Engenho São Pantaleão do Monteiro, localizado no atual bairro do Monteiro. Situado à margem esquerda do Rio Capibaribe,  foi um importante Engenho d'água fundado por Pantaleão Monteiro, posteriormente passado para sua filha, Brásia Monteiro, casada com o português Domingos Bezerra Felpa de Barbuda. Posteriormente, o neto de Pantaleão assumiu o senhorio do Engenho, Francisco Bezerra Monteiro, capitão de milícias da Várzea do Capibaribe durante a guerra de resistência contra os holandeses. Esta família "Bezerra Monteiro" é ancestral de diversas famílias pernambucanas e cearenses.
Em 1577 parte dessa terra foi desmembrada, surgindo o Engenho Apipucos, de propriedade do colono Leonardo Pereira. Depois o engenho passou para Dona Jerônima de Almeida e desta para Gaspar de Mendonça, que era seu proprietário em 1630, na época da invasão holandesa.
O local sofreu com a invasão holandesa, tendo sido sua capela saqueada e destruída em 1645.
O engenho Apipucos persistiu até o século XIX, quando começaram a surgir chácaras e outras povoações, tendo sido construído no local o Hotel Apipucos, de Delmiro Gouveia.
Também foi palco de batalhas durante a Revolução Praieira.
No século XX, o local foi mais intensamente povoado e urbanizado, surgindo em suas terras a Fábrica da Macaxeira, Cotonifício Othon Lynch Bezerra de Mello. As terras ao redor da fábrica depois foram desmembradas do bairro, sendo criado o bairro da Macaxeira.
Como parte de sua história, ergue-se em Apipucos a Igreja de Nossa Senhora das Dores, que teria sido construída no local onde existiu a capela do Engenho Apipucos, no Século XVI.

## Atualidades
Hoje em dia, o bairro de Apipucos possui várias de suas áreas incluidas nas ZEIS do Recife. Seu IDH registrado no ano 2000 era de 0,691. Apesar do desenvolvimento baixo, possui várias mansões, principalmente à beira do Açude de Apipucos.

## Moradores ilustres
Além de Delmiro Gouveia, moraram em Apipucos:
- Gilberto Freyre;[4][nota 1]
- Família de Demócrito de Sousa Filho;
- Assis Chateaubriand;
- Murillo La Greca;
- Família de Burle Marx.